# New Lexington
New Lexington är administrativ huvudort i Perry County i delstaten Ohio. Orten har fått sitt namn efter Lexington i Massachusetts. New Lexington hade 4 731 invånare enligt 2010 års folkräkning.

## Kända personer från New Lexington
- Gene Cole, friidrottare